# 상해죄
| |
| 형법 刑法 |
| 형법학 · 범죄 · 형벌 죄형법정주의 |
| 범죄론 |
| 구성요건 · 실행행위 · 부작위범 간접정범 · 미수범 · 기수범 · 중지범 불능범 · 상당인과관계 고의 · 고의범 · 착오 과실 · 과실범 공범 · 정범 · 공동정범 공모공동정범 · 교사범 · 방조범 |
| 항변 |
| 위법성조각사유 · 위법성 · 책임 · 책임주의 책임능력 · 심신상실 · 심신미약 · 정당행위 · 정당방위 · 긴급피난 · 오상방위 · 과잉방위 · 강요된 행위                                     |
| 죄수 |
| 상상적 경합 · 연속범 · 병합죄 |
| 형벌론 |
| 사형 · 징역 · 금고 벌금 · 구류 · 과료 · 몰수 법정형 · 처단형 · 선고형 자수 · 작량감경 · 집행유예                                                                                  |
| 대인범죄 |
| 보통살인죄 · 존속살해죄 · 자살교사·방조죄 |
| 촉탁승낙살인죄 · 영아살해죄 · 낙태죄 |
| 상관살해죄 |
| 폭행죄 · 상해치사죄 · 절도죄 |
| 성범죄 · 성매매알선 · 강간죄 |
| 유괴 · 과실치사상죄 · |
| 대물범죄 |
| 손괴죄 · 방화죄 |
| 절도죄 · 강도죄 · 사기죄 |
| 사법절차 방해죄 |
| 공무집행방해죄 · 뇌물죄 |
| 위증죄 · 배임죄 |
| 미완의 범죄 |
| 시도 · 모의 · 공모 |
| 형법적 항변 |
| 자동증, 음주 & 착오 |
| 정신 이상 · 한정책임능력 |
| 강박 · 필요 |
| 도발 · 정당방위 |
| 다른 7법 영역 |
| 헌법 · 민법 · 형법 |
| 민사소송법 · 형사소송법 · 행정법 |
| 포털: 법 · 법철학 · 형사정책 |
| v • d • e • h |

상해죄(傷害罪)는 사람의 신체를 상해하는 죄이다. 대한민국의 형법에서는 상해행위를 7년 이하의 징역 10년 이하의 자격정지 또는 1천만원 이하의 벌금에 처한다

## 대한민국의 상해죄

### 상해의 정의
'상해'란 신체의 생리적 기능에 장애를 일으키는 것, 즉 건강상태를 불량하게 하는 것을 말한다. 따라서 창상(瘡傷)·질병을 일으키는 경우뿐 아니라,병세를 악화시키는 경우도 상해이다. 그러나 모발·눈썹 등을 깎는 것은 정신적 고민으로 인하여 건강을 해할 정도가 아닌 한 상해가 되지 않는다. 상해를 신체의 완전성을 해하는 것이라고 보는 견해도 있지만,이 입장에서도 보통은 신체의 외모에 중요한 변경을 일으킨 경우만을 상해라고 보아 큰 차이가 없다.

### 상해의 방법
상해의 방법으로서는 유형적 방법(폭행)이든 무형적 방법(독물사용·성병감염)이든 불문하며 또한 작위이든 부작위이든을 불문한다. 상해죄의 고의에 관하여는 종래 의견의 대립이 있었지만,형법은 상해미수를 처벌하게 하였고 폭행치상죄의 구성요건을 따로 설정하였으므로 본죄의 성립에는 상해의 고의가 있어야 하며 단순한 폭행의 고의로 상해의 결과를 발생한 때에는 이에 해당하지 아니한다(폭행치상죄로 된다). 의사의 치료 특히 수술행위는 '정당행위'로서 그 위법성이 조각된다. 존속상해(257조 2항)와 중상해(사람의 신체를 상해하여 생명에 대한 위험을 발생하게 하거나, 신체의 상해로 인하여 불구 또는 불치나 난치의 질병에 이르게 하는 죄：258조 1항·2항)·존속중상해(258조 3항)·상습상해(264조)의 경우에는 형을 가중한다.

### 폭행죄와 상해죄 비교
종래 폭행죄와 상해죄의 한계와 관련하여 주로 논의된 것은 생리적 기능의 변화는 없고, 외관 또는 외모에 현저한 변경을 초래하는 경우에 해당하는 모발, 음모, 손톱 등을 절단한 경우에 이를 상해로 볼 것인지 여부에 관한 것이었으나, 근래에는 신체의 외관에는 변화가 없고 범죄행위로 인하여 피해자가 우울증 등 정신적 기능에 장애를 초래하는 질병을 앓게 되는 경우 이를 상해로 볼 것인지, 또 신체의 완전성과 생리적 기능에 변화를 초래하기는 하였으나 그 변화가 극히 경미한 경우 이를 상해로 볼 것인지 여부에 대한 것으로 논의의 초점이 옮겨지고 있다.

### 상해의 고의
상해죄는 결과범이므로 그 성립에는 상해의 원인인 폭행에 관한 인식이 있으면 충분하고 상해를 가할 의사의 존재는 필요하지 않으나, 폭행을 가한다는 인식이 없는 행위의 결과로 피해자가 상해를 입었던 경우에는 상해죄가 성립하지 아니한다.

### 판례
- 타인의 신체에 폭행을 가하여 보행불능, 수면장애, 식욕감태 등 기능의 장애를 일으킨 때에는 외관상 상처가 없더라도 형법상 상해에 해당한다[4]
- 음모는 생리적 기능이 없으므로 모근 부분을 남기고 모간 부분만을 일부 잘라냄으로써 음모의 전체적인 외관에 변형을 초래하였다고 하더라도 상해라고 보기 어렵다[5]
- 강제추행을 당한 후 그 충격으로 급성 스트레스 반응과 우울장애의 증세를 보여 약 1개월간 정신과적 치료를 받은 사안에 대하여 상해죄에 있어서의 생리적인 기능의 장애는 육체적인 기능뿐만 아니라 정신적인 기능도 포함된다[6]
- 상해죄의 성립에서 항해의 고의와 신체의 완전성을 해하는 행위 및 이로 인하여 발생하는 인과관계 있는 상해의 결과가 있어야 하므로 상해죄에 있어서는 신체의 완전성을 해하는 행위와 그로 인한 상해의 부위와 정도가 증거에 의하여 명백하게 확정되어야 하고, 상해부위의 판시 없는 상해죄의 인정은 위법하다[7]
- 비록 외부적인 상처가 없다고 하더라도 생리적 기능이 손상되었다고 볼 수 있어 상해죄가 성립하고, 폭행 및 협박은 상해죄에 흡수되므로 따로 성립하지 아니한다[8]
- 상해죄에서 ‘상해’는 피해자의 신체의 완전성을 훼손하거나 생리적 기능에 장애를 초래하였는지를 객관적·일률적으로 판단할 것이 아니라 피해자의 신체·정신상의 구체적인 상태나 신체·정신상의 변화와 내용 및 정도를 종합적으로 고려하여 판단하여야 한다.[9]
- 피고인으로부터 왼쪽 젖가슴을 꽉 움켜잡힘으로 인하여 왼쪽 젖가슴에 약 10일간의 치료를 요하는 좌상을 입고, 심한 압통과 약간의 종창이 있어 그 치료를 위하여 병원에서 주사를 맞고 3일간 투약을 한 경우, 피해자는 위와 같은 상처로 인하여 신체의 건강상태가 불량하게 변경되고 생활기능에 장애가 초래되었다 할 것이어서 이는 강제추행치상죄에 있어서의 ‘상해’의 개념에 해당한다 할 것이다.[10]
- 오랜 시간 동안의 협박과 폭행을 이기지 못하고 실신한 피해자가 범인들이 불러온 구급차 안에서야 정신을 차리게 되었다면, 비록 외부적으로 어떤 상처가 발생하지 않았다고 하더라도 생리적 기능에 훼손을 입어 신체에 대한 ‘상해’가 있었다고 봄이 상당하다.[11]
- 피고인이 피해자를 폭행하여 비골 골절 등의 상해를 가한 다음 강제추행한 사건에서, 폭력행위 등 처벌에 관한 법률 위반죄로 처벌한 상해를 다시 결과적 가중범인 강제추행치상죄의 상해로 처벌할 수 없다.[12]
- 의료사고에 있어서 의사의 그 과실의 유무를 판단함에는 같은 업무와 직무에 종사하는 보통인의 주의 정도를 표준으로 하여야 하며, 이에는 사고 당시의 일반적인 의학의 수준과 의료환경 및 조건, 의료행위의 특수성 등이 고려되어야 하나, 이러한 법리는  한의사의 경우에도 마찬가지이다.[13]

## 조문
- 대한민국 형법 제257조

## 같이 보기
- 폭행죄
- 강도상해죄
- 강간치상죄